# Ruttka
Ruttka (szlovákul Vrútky, németül Rutteck) város Szlovákiában, a Zsolnai kerület Turócszentmártoni járásában. Alsó- és Felsőruttka egyesülésével jött létre.

## Nevének eredete
A szlovák vrutok szó forrást jelent.

## Fekvése
Turócszentmárton északi szomszédságában, vele egybeépülve, a Turóci-medence északi csücskén, a Turóc és a Vág összefolyásánál fekszik.

## Története

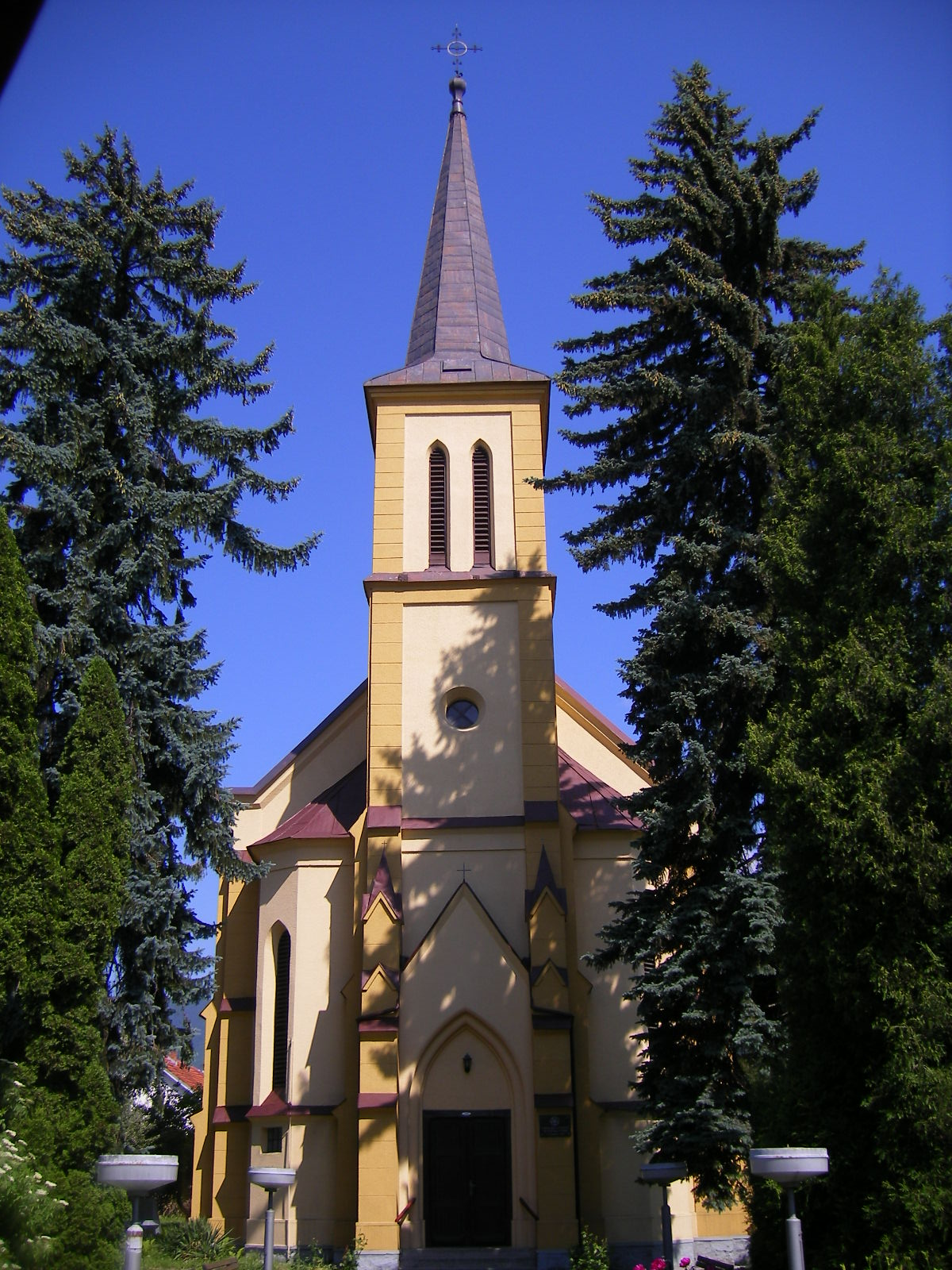
evangélikus templom

A város területén a korai bronzkorban a lausitzi kultúra, majd a puhói kultúra megerősített települése állt.
Ruttkát 1255-ben „Vrutk” alakban említik először. 1271-ben „Vruthk”, 1285-ben „Ruthk” néven írják. 1285-ben IV. László egyik oklevelében felsorolja valamennyi ruttkai lakost: a településen 16 család élt. Ruttka még így is a népesebb Turóc megyei települések közé tartozott. A Ruttkay család ősi birtoka, akik már a 13. században a település birtokosai voltak. 1312-ben „Rutk”, 1340-ben „Ruthk”, 1361-ben „Wruthk”, 1363-ban „Also Ruthk”, „Alsou Ruth”, „Inferior Ruthk” alakban találjuk. Felsőruttkát a 14. században alapították Ruttka határában. Ettől kezdve a korábbi Ruttka Alsóruttka néven szerepel az okiratokban. Felsőruttka helyi nemesek birtoka volt.
1391-ben „Wrutok” néven említik. A 15. században Ruttka három meghatározó családja a Matus, Miklian és Dauko család volt. 1543-ban „Wrutek” néven szerepel a korabeli forrásokban. Többször elöntötte az árvíz a várost, a feljegyzések szerint a Vágnak először 1557-ben volt jelentős áradása. A reformáció a 16. században Ruttkát is elérte. 1560-tól a ruttkai templom is az evangélikusoké lett. A 16. században Ruttka valamennyi lakosa nemes volt. 1560-ban Zegedinus Mihály vizitátor név szerint a következő nemeseket említi: Nedeczky Balázs, Garda György, Sekerka Márton és Miklós, Roman Dávid és András, valamint Zsigmond és Kristóf. 1599-ben említik a helyi Ruttkay családot, a 17. század elején még Wrutkay, a század közepén már Ruttkay néven.
A 17. században öt alkalommal is kiáradt a Vág. A 17. század viharos évtizedeiben a település sokat szenvedett a hadak dúlásaitól. 1683-ban panaszkodnak a császárnak a lengyel-litván hadak dúlásai miatt. A Turóc 1689-ben, 1695-ben okozott árvizet. 1698-ban Ruttkán négy nemesi kúria állt a Ruttkay, Miklián, Dauko, valamint a Balázs és Cseh családok birtokában. A 18. században 13 alkalommal is elöntötte a települést a Vág. A templomot 1709-ben sikerült a katolikusoknak visszaszerezni. A település első katolikus iskoláját 1779-ben alapították, ez az épület még fából volt. Evangélikus iskola is működött a településen. 1784-ben Alsóruttka 92 házában 433 lakos élt, Felsőruttkának pedig 47 háza volt 219 lakossal.
A 18. század végén Vályi András így ír róla: „Alsó, és Felső Rutka; Vrutky. Két tót falu Túrócz Várm. földes Urai több Uraságok, lakosaik jobbára evangelikusok, és kevés katolikusok, fekszenek Trentsén Vármegyének, ’s Szucsánnak is szomszédságában; határbéli földgyeik közép termékenységűek; gyümöltsök, ’s káposztájok bőven terem; méh-tartások hasznos. Nagy szomszéd hegyeik Dzuranovának, Gyenkovának, és Chrapovnának neveztetnek, mellyektől éjszak felé, ’s Vág vizétől mintegy 200 lépésnyire, a’ Trentsén Vármegyébe vezető útnál vagyon Dupna Skala nevű Barlangja. Nyilása mintha mesterség által készűlt vólna, olly formának tetszik; szélessége 3 és 5, hoszsza pedig 12 ölnyinek tartatik: tetejéről kő-enyv tsepeg-le, óldalain pedig borzaknak lakásai szemléltetnek; belsőbb részei mennyire terjednek, senki sem tudgya, minthogy vizsgálása igen veszedelmes. Bél Mátyásnak állatása a’ 299-dik óldalon, tsupa kőltemény. Mivel némelly Lakosok olly vélekedésben vagynak, mintha öblében elrejtett kints vólna: tsak nem minden esztendőben találkoznak, a’ kik bémennek kintskeresés végett; ’s hogy az útat el ne téveszszék: elmetéltt szalmát hánynak magok után, hogy ez által, vóltt nyomdokaikat bizonyosan követhessék kifelé is.”
1809-ben már 15 nemes család élt itt. A Vág kiöntése okozta a legszörnyűbb katasztrófát 1813. augusztus 26-án. 1828-ban Alsóruttkának 51 háza és 366 lakosa volt, Felsőruttka 25 házában 398 lakos élt. A 19. században fűrésztelep, téglagyár, faüzem működött itt. 1831-ben a kolerajárvány 40 áldozatot követelt. 1843-ban és 1845-ben tűzvészek pusztítottak.
Fényes Elek 1851-ben kiadott geográfiai szótárában így ír a faluról: „Rutka (Alsó), Vruki tót f., Thurócz vgyében, a Vágh vize bal partján, ott hol a Thurócz vize bele szakad: 106 kath., 246 evang., 14 zsidó lak. Ut. p. Thurócz-Zsámbokrét. Rutka (Felső), tót falu, Thurócz vgyében, az elébbeni helység mellett: 64 kath., 316 evang., 18 zsidó lak. Mind a két helység a trencséni főországutban fekszik. Határjaik termékenyek; legelőjök, s erdejök bőven; a trencséni határszélen fekvő hegyeiben két barlang találtatik. F. u. többen. Ut. p. Th.-Zsámbokrét.”
A 19. század közepén egyesítették Alsóruttkával és ezzel Ruttka újra egységes település lett. 1870-ben a katolikus iskola állami népiskola lett. A település fejlődése azután indult meg, hogy 1871-ben itt találkozott a Budapest-Fülek-Zólyom-Ruttka-, valamint a Kassa-oderbergi-vasútvonal és ezzel vasúti csomóponttá vált. 1874-ben MÁV vasúti járműjavító üzem, 1887-ben MÁV oktatóközpont épült Ruttkán. A 19. század végén már mintegy 900 munkás élt a településen, többségüket a MÁV foglalkoztatta. 1878-ban itt alakult meg Magyarország első munkáspártja, 1890-ben pedig a Magyarországi Szociáldemokrata Párt (MSZDP) helyi szervezete. 1894-ben a régi iskolát lebontották és a felsőruttkai részen új épületet emeltek. A trianoni diktátumig Turóc vármegye Turócszentmártoni járásához tartozott.

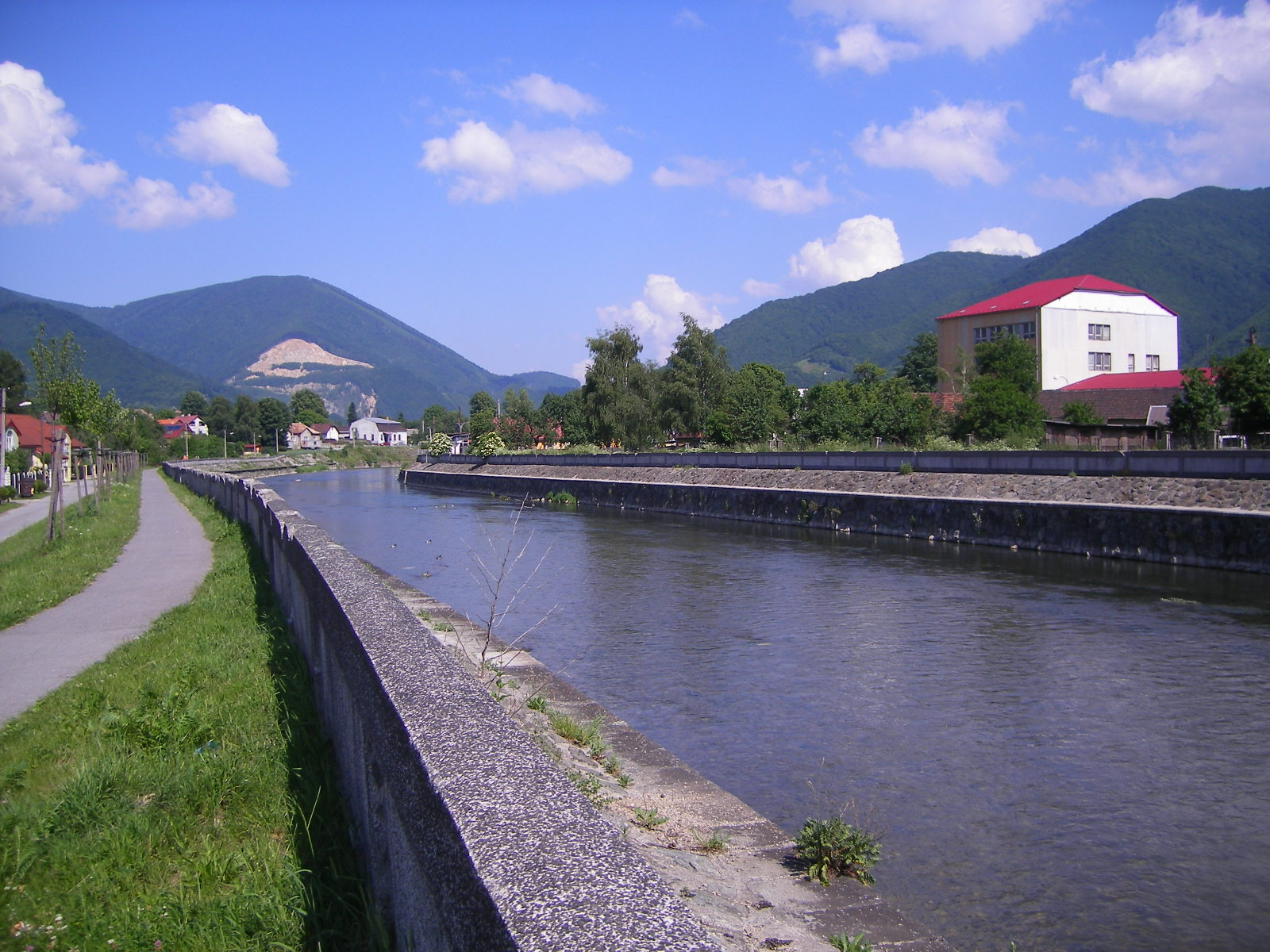
A Turóc folyó Ruttkán

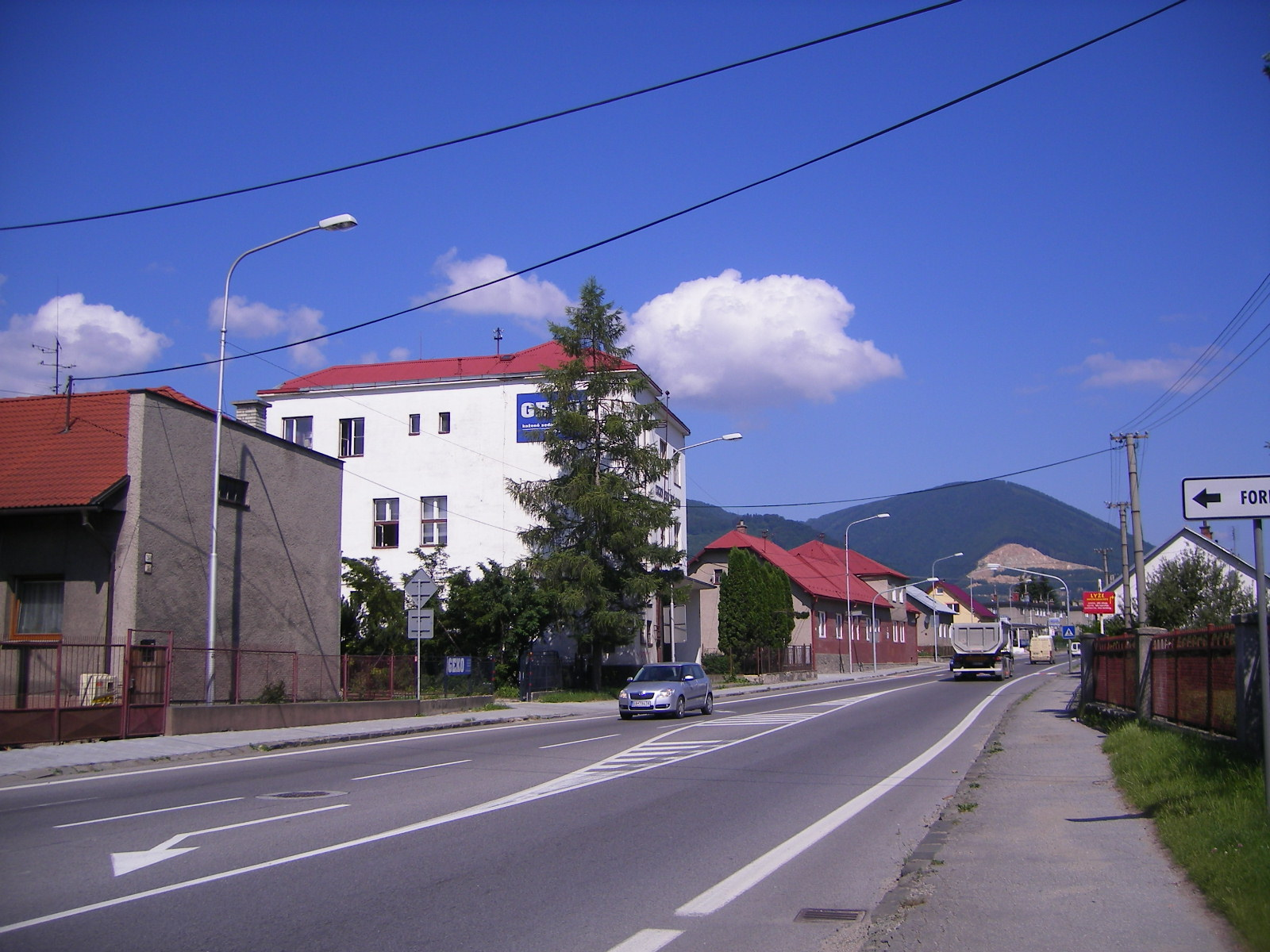
A francia partizánok útja

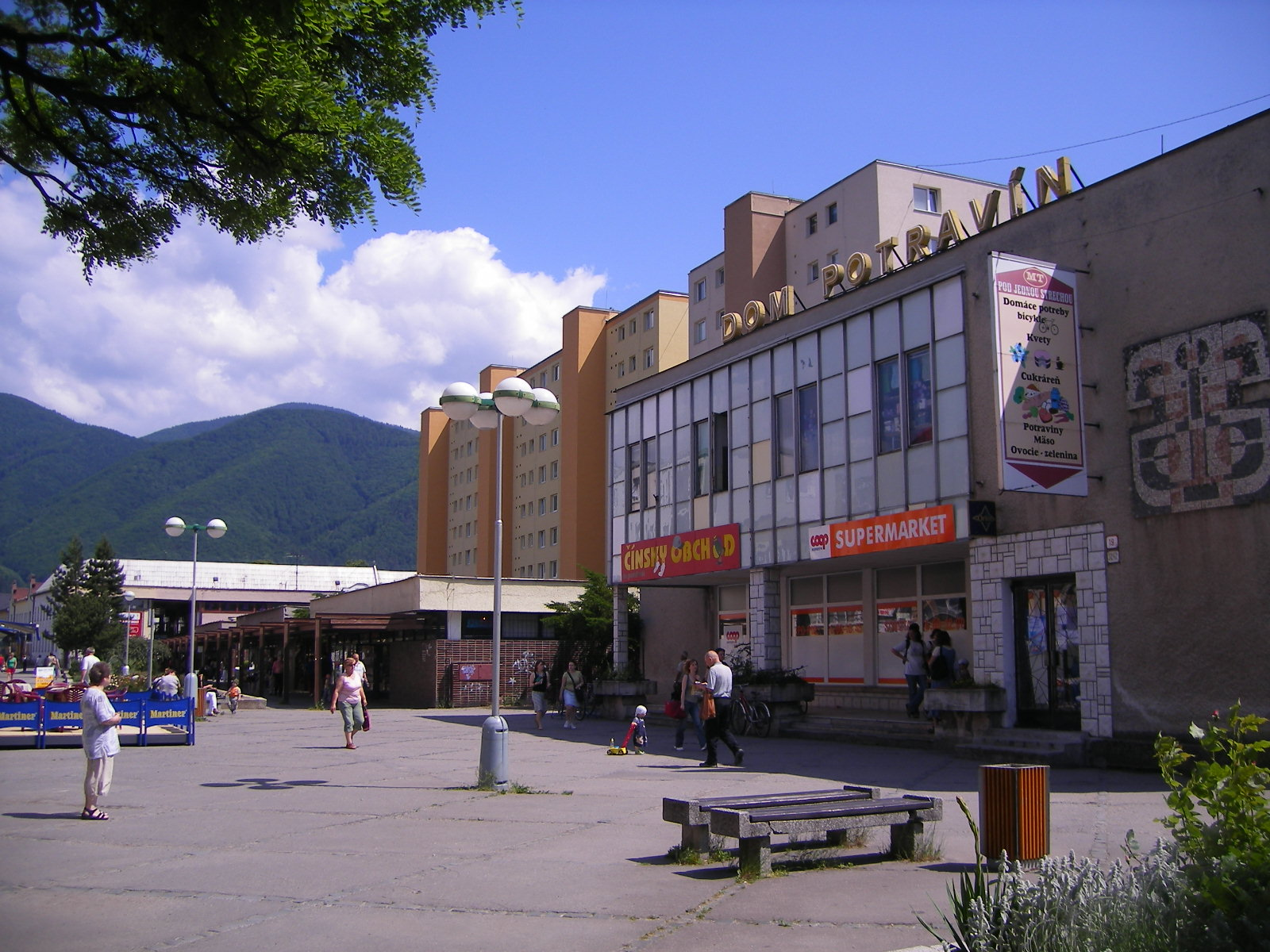
Utcarészlet

1920. december 13-16. között általános sztrájk színhelye (emléktábla a vasútállomáson). A két világháború között fontos szerepet játszott a szlovákiai munkásmozgalomban. 1944–1945-ben környékén heves partizánharcok folytak, melyekben francia önkéntesek is részt vettek. 1949–1954, majd 1971–1990 között ismét Turócszentmártonhoz tartozott „Turócszentmárton-Ruttka” (Martin-Vrútky) hivatalos elnevezéssel. 1990-ben alakult ismét önálló községgé és egyúttal városi rangot is kapott.

## Népessége
| Év:            | 1994. | 2004.   | 2014.   | 2024.   |
| -------------- | ----- | ------- | ------- | ------- |
| Emberek száma: | 7344  | 7275    | 7666    | 7397    |
| Eltérés:       |       | -0,93 % | +5,37 % | -3,50 % |

| Év:            | 2023. | 2024.   |
| -------------- | ----- | ------- |
| Emberek száma: | 7399  | 7397    |
| Eltérés:       |       | -0,02 % |

1880-ban 1944 lakosából 1253 fő szlovák, 332 német, 196 magyar, 3 román, 2 szerbhorvát, 8 más nemzetiségű, 62 külföldi és 88 csecsemő volt.
1890-ben 2933-an lakták: 1820 szlovák, 611 német, 402 magyar, 5 román, 1 horvát és 94 egyéb nemzetiségű.
1900-ban 4345-en lakták, ebből 2617 szlovák, 862 német, 804 magyar, 1 román és 61 egyéb nemzetiségű.
1910-ben 6262-en lakták: 3213 szlovák, 2164 magyar, 770 német, 12 román, 2 szerb, 1-1 rutén és horvát, továbbá 99 egyéb nemzetiségű.
1921-ben 6807-en lakták, ebből 5712 csehszlovák és 359 magyar.
1930-ban 6711 lakosából 6315 csehszlovákok|csehszlovák és 25 magyar volt.
1991-ben 7523-an lakták, ebből 7283 szlovák és 27 magyar.
2001-ben 7298 lakosából 7007 szlovák és 24 magyar volt.
2002-ben 7300 lakosa volt.
2011-ben 7539-en lakták: 6283 szlovák, 61 cseh, 36 cigány, 21 magyar, 6 német, 5-5 lengyel és morva, 3 ruszin, 2 bolgár, 1-1 horvát és orosz, 8 egyéb, továbbá 1107 ismeretlen nemzetiségű.

## Neves személyek
- Talán itt született 1879-ben Herz Sándor amerikai üzletember, lótenyésztő, a Hertz Autókölcsönző létrehozója
- Itt született 1904-ben Váczy Péter középkortörténész, műgyűjtő
- Itt született 1907-ben Paulinyi Jenő atléta-mesteredző
- Itt született 1909-ben Emanuel Böhm szlovák kémikus, politikus, jogi aktivista
- Itt született 1911-ben Ján Bodenek szlovák műfordító, ifjúsági író
- Itt született 1914-ben Hana Zelinová szlovák dráma- és ifjúsági író
- Itt született 1919-ben Arpád Tesár építészmérnök, főiskolai oktató
- Itt született 1920-ban Miloš Gosiorovský történész, pedagógus
- Itt született 1921-ben František Zvarík szlovák színész, opera,- és népdalénekes
- Itt született 1930-ban Jozef Novák szlovák levéltáros, heraldikus
- Itt született 1931-ben Slavo Drozd szlovák színész
- Itt született 1932-ben Radoslav Brzobohatý cseh színész
- Itt született 1934-ben Milan Majtán szlovák nyelvész
- Itt született 1939-ben Vladimír Weiss olimpiai ezüstérmes csehszlovák válogatott szlovák labdarúgó, hátvéd, edző
- Itt tanított Jozef Škultéty (1853-1948) történész, nyelvész, fordító, irodalomkritikus, újságíró
- Itt tanított Sedivy László (1870-1944) nyitrai református lelkész, embermentő

## Nevezetességei

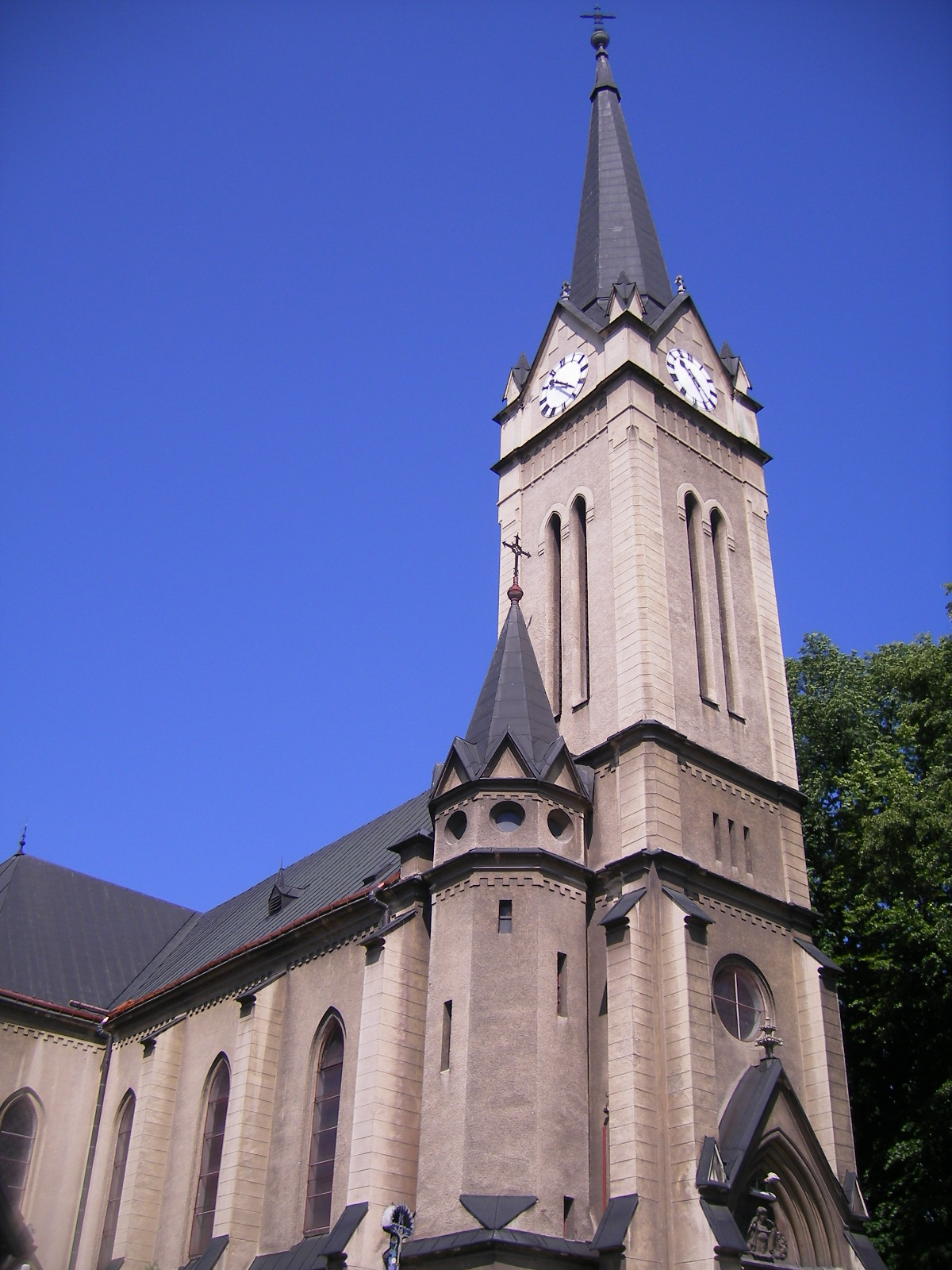
A Keresztelő Szent János-templom

- Keresztelő Szent Jánosnak szentelt római katolikus temploma 1905-ben épült egy 13. századi eredetű, gótikus templom helyén.
- Evangélikus temploma 1900 és 1908 között épült.
- Kisebb nemesi kúria a 18. század második feléből.

## Testvértelepülések
- Bebra, Németország
- Fulnek, Csehország
- Łaziska Górne, Lengyelország
- Nymburk, Csehország

## Külső hivatkozások
- Ruttka város hivatalos honlapja (szlovákul és angolul)
- E-obce.sk Archiválva 2008. február 9-i dátummal a Wayback Machine-ben
- Községinfó
- A gimnázium honlapja
- Ruttka Szlovákia térképén
- Fotók a városról